# Salérans
Salérans est une commune française située dans le département des Hautes-Alpes en région Provence-Alpes-Côte d'Azur.

## Géographie
Le village est situé dans le sud-ouest des Hautes-Alpes entre Éourres et Barret-le-Haut. La commune est desservie par la ligne de bus 43 (Laragne - Mévouillon).

### Climat
Pour des articles plus généraux, voir Climat de Provence-Alpes-Côte d'Azur et Climat des Hautes-Alpes.
En 2010, le climat de la commune est de type climat méditerranéen altéré, selon une étude du Centre national de la recherche scientifique s'appuyant sur une série de données couvrant la période 1971-2000. En 2020, Météo-France publie une typologie des climats de la France métropolitaine dans laquelle la commune est exposée à un climat de montagne ou de marges de montagne et est dans la région climatique Alpes du sud, caractérisée par une pluviométrie annuelle de 850 à 1 000 mm, minimale en été.
Pour la période 1971-2000, la température annuelle moyenne est de 10,3 °C, avec une amplitude thermique annuelle de 16,7 °C. Le cumul annuel moyen de précipitations est de 1 043 mm, avec 7 jours de précipitations en janvier et 4,4 jours en juillet. Pour la période 1991-2020, la température moyenne annuelle observée sur la station météorologique de Météo-France la plus proche, « Laragne Montéglin », sur la commune de Laragne-Montéglin à 12 km à vol d'oiseau, est de 12,0 °C et le cumul annuel moyen de précipitations est de 813,8 mm. 
La température maximale relevée sur cette station est de 41,1 °C, atteinte le 28 juin 2019 ; la température minimale est de −17,4 °C, atteinte le 18 décembre 2010,,.
Les paramètres climatiques de la commune ont été estimés pour le milieu du siècle (2041-2070) selon différents scénarios d'émission de gaz à effet de serre à partir des nouvelles projections climatiques de référence DRIAS-2020. Ils sont consultables sur un site dédié publié par Météo-France en novembre 2022.

## Urbanisme

### Typologie
Au 1er janvier 2024, Salérans est catégorisée commune rurale à habitat très dispersé, selon la nouvelle grille communale de densité à 7 niveaux définie par l'Insee en 2022.
Elle est située hors unité urbaine et hors attraction des villes,.

### Occupation des sols
L'occupation des sols de la commune, telle qu'elle ressort de la base de données européenne d’occupation biophysique des sols Corine Land Cover (CLC), est marquée par l'importance des forêts et milieux semi-naturels (89,1 % en 2018), une proportion identique à celle de 1990 (89,1 %). La répartition détaillée en 2018 est la suivante : 
milieux à végétation arbustive et/ou herbacée (42,4 %), forêts (40,5 %), zones agricoles hétérogènes (7,3 %), espaces ouverts, sans ou avec peu de végétation (6,1 %), prairies (3,6 %).
L'évolution de l’occupation des sols de la commune et de ses infrastructures peut être observée sur les différentes représentations cartographiques du territoire : la carte de Cassini (XVIIIe siècle), la carte d'état-major (1820-1866) et les cartes ou photos aériennes de l'IGN pour la période actuelle (1950 à aujourd'hui).

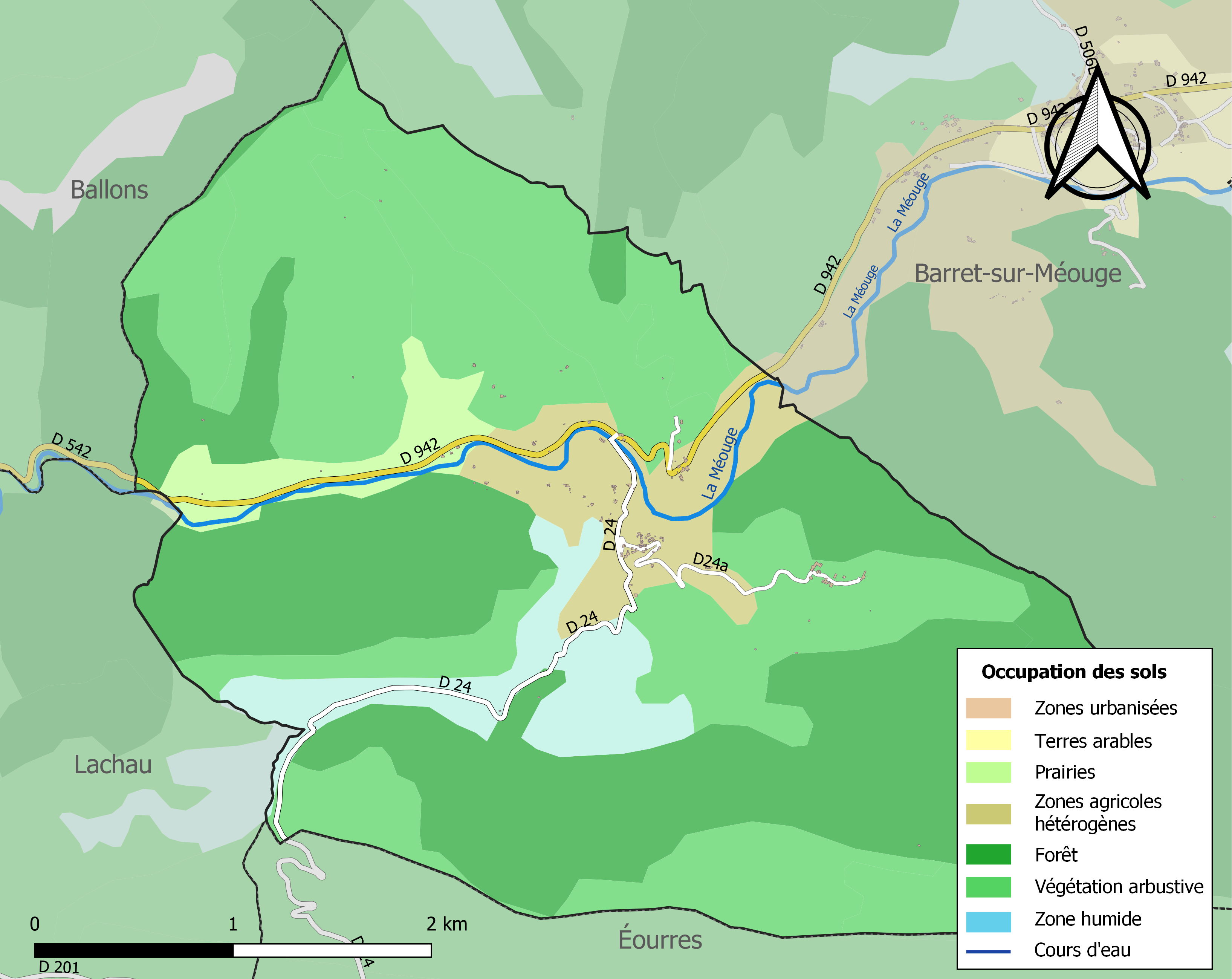
Carte de l'occupation des sols de la commune en 2018 (CLC).

## Toponymie
Le nom de la localité est attesté sous la forme Ecclesia Salardani dès 1125, Salerans vers 1516.
Peut-être du gaulois salar (« truite ») et suffixe -anum.

## Politique et administration

### Résultats et tendances politiques
Lors du second tour de l'élection présidentielle française de 2002, Salérans fut la dixième commune de France, à avoir voté le plus pour Jean-Marie Le Pen. Son score dans la commune fut de 57,14 %.

### Liste des maires
| Période                                  | Période  | Identité         | Étiquette | Qualité                       |
| ---------------------------------------- | -------- | ---------------- | --------- | ----------------------------- |
| Les données manquantes sont à compléter. |          |                  |           |                               |
| avant 1995                               | ?        | André Benoit     | DVD       |                               |
| mars 2001                                | mai 2020 | Eric Deguillame  |           | Industriel, chef d'entreprise |
| mai 2020                                 | En cours | Éric Deguillame, |           | Commerçant                    |

### Intercommunalité
Salérans fait partie :
- de 1993 à 2017, de la communauté de communes du canton de Ribiers Val de Méouge ;
- à partir du 1er janvier 2017, de la communauté de communes Sisteronais-Buëch.

## Démographie
L'évolution du nombre d'habitants est connue à travers les recensements de la population effectués dans la commune depuis 1793. Pour les communes de moins de 10 000 habitants, une enquête de recensement portant sur toute la population est réalisée tous les cinq ans, les populations de référence des années intermédiaires étant quant à elles estimées par interpolation ou extrapolation. Pour la commune, le premier recensement exhaustif entrant dans le cadre du nouveau dispositif a été réalisé en 2007.

En 2022, la commune comptait 79 habitants, en évolution de −14,13 % par rapport à 2016 (Hautes-Alpes : +0,4 %, France hors Mayotte : +2,11 %).
| 1793 | 1800 | 1806 | 1821 | 1831 | 1836 | 1841 | 1846 | 1851 |
| ---- | ---- | ---- | ---- | ---- | ---- | ---- | ---- | ---- |
| 347  | 390  | 432  | 455  | 462  | 442  | 435  | 429  | 412  |

| 1856 | 1861 | 1866 | 1872 | 1876 | 1881 | 1886 | 1891 | 1896 |
| ---- | ---- | ---- | ---- | ---- | ---- | ---- | ---- | ---- |
| 377  | 357  | 344  | 315  | 299  | 270  | 253  | 243  | 218  |

| 1901 | 1906 | 1911 | 1921 | 1926 | 1931 | 1936 | 1946 | 1954 |
| ---- | ---- | ---- | ---- | ---- | ---- | ---- | ---- | ---- |
| 208  | 203  | 184  | 154  | 130  | 112  | 98   | 70   | 65   |

| 1962 | 1968 | 1975 | 1982 | 1990 | 1999 | 2006 | 2007 | 2012 |
| ---- | ---- | ---- | ---- | ---- | ---- | ---- | ---- | ---- |
| 47   | 52   | 61   | 37   | 54   | 83   | 77   | 77   | 97   |

| 2017 | 2022 | - | - | - | - | - | - | - |
| ---- | ---- | - | - | - | - | - | - | - |
| 90   | 79   | - | - | - | - | - | - | - |

## Lieux et monuments
- Église Saint-André de Salérans.
- Chapelle Notre-Dame de Salérans, de l' Œuvre-Notre-Dame.

## Personnalités liées à la commune
Père Maurice Avril.

## Héraldique
| Blason de Salérans | Blason  | D'azur au sautoir d'argent cantonné de quatre mouchetures d'hermine de sable.                                                               |
| Blason de Salérans | Détails | - Il y a là non-respect de la règle de contrariété des couleurs : ces armes sont fautives. Le statut officiel du blason reste à déterminer. |